# 福井県道169号平泉寺大渡線
福井県道169号平泉寺大渡線（ふくいけんどう169ごう へいせんじおおわたりせん）は福井県勝山市内に終始する一般県道である。

## 路線概要
平泉寺白山神社への大野市側からのアクセスを担う路線である。直接大野市とは接続していないが、終点で接続する国道157号によって間接的に結ばれている。また同じく平泉寺白山神社へのアクセス路としての役割を持つ福井県道132号と起点が一体化しており、県道指定されていない道路との交差点で路線が変わるという異色の路線である点も特徴的である。

### 路線データ
- 起点：福井県勝山市平泉寺町平泉寺
- 終点：同市平泉寺町大渡

## 道路状況
片側1車線の確保された道路を有する路線である。終点付近に若干勾配が急な区間があるが、カーブミラーやガードレールが設置されておりさほど問題にはならない。交通量は比較的少なく、スムーズに流れている。しかし連休になると平泉寺白山神社への参拝客が多く訪れることもあり若干混雑することもある。しかしほぼ渋滞とは無縁の県道といえるだろう。

## 接続路線
- 福井県道132号平泉寺線（勝山市平泉寺町平泉寺、起点）
- 福井県道221号奥越高原線（勝山市平泉寺町赤尾）
- 福井県道26号大野勝山線（福井県道239号上唯野西屋勝山線重複）（勝山市平泉寺町大渡 -＜重複＞- 同・大渡交差点、終点）
- 国道157号（勝山市平泉寺町大渡・大渡交差点、終点）
- 福井県道17号勝山丸岡線（勝山市平泉寺町大渡・大渡交差点、終点）

## 沿線
- 平泉寺白山神社
- 下荒井ダム